# Landkreis Saarlouis
Landkreis Saarlouis er en Landkreis i den vestlige del af den tyske delstat Saarland.  
Den grænser til følgende landkreise: Merzig-Wadern, St. Wendel, Neunkirchen, Regionalverband Saarbrücken og det franske departement Moselle.
Saarlouis fungerer som administrationsby. 

## Geografi
Floden Saar løber igennem kreisen.

## Byer og kommuner
(indbyggere pr. 31. december 2008)
| Byer                                                           | Kommuner |
| -------------------------------------------------------------- | --- |
| 1. Dillingen (21.239) 2. Lebach (19.962) 3. Saarlouis (37.770) | 1. Bous (7290) 2. Ensdorf (6644) 3. Nalbach (9377) 4. Rehlingen-Siersburg (15.617) 5. Saarwellingen (13.518) 6. Schmelz (17.008) 7. Schwalbach (17.956) 8. Überherrn (11.801) 9. Wadgassen (18.529) 10. Wallerfangen (9504) |